# Station Minkowice Oławskie
Station Minkowice Oławskie is een spoorwegstation in de Poolse plaats Minkowice Oławskie.